# Football League Cup 1971-1972
La Football League Cup 1971-1972 è stata la 12ª edizione del terzo torneo calcistico più importante del calcio inglese, la 6ª in finale unica. La manifestazione, ebbe inizio il 17 agosto 1971 e si concluse il 4 marzo 1972 con la finale di Wembley.
Il trofeo fu vinto dallo Stoke City, che nell'atto conclusivo ebbe la meglio sul Chelsea, imponendosi con il risultato di 2-1.
A partire da questa stagione la partecipazione alla competizione diventa obbligatoria per tutte le squadre della Football League.

## Formula
La Football League Cup era riservata alle 92 squadre della Football League. Il torneo era composto da scontri ad eliminazione diretta, ad esclusione delle semifinali che prevedevano due match, dove la squadra con il miglior risultato combinato accedeva alla finale unica. Se uno scontro terminava in parità, la sfida veniva ripetuta a campi invertiti fino a quando una delle due contendenti non otteneva la vittoria, mentre in finale, si rigiocava sempre in campo neutro. In caso di pareggio, anche nel replay, si faceva ricorso ai tempi supplementari.
|                              | Squadre che entrano in questo turno                                                                    | Squadre qualificate dal turno precedente    |
| ---------------------------- | --- | ------------------------------------------- |
| Primo turno (56 squadre)     | - 24 squadre dalla Fourth Division - 24 squadre dalla Third Division - 8 squadre dalla Second Division |                                             |
| Secondo turno (64 squadre)   | - 22 squadre dalla First Division - 14 squadre dalla Second Division                                   | - 28 squadre vincitrici del primo turno     |
| Terzo turno (32 squadre)     | | - 32 squadre vincitrici del secondo turno   |
| Quarto turno (16 squadre)    | | - 16 squadre vincitrici del terzo turno     |
| Quarti di finale (8 squadre) | | - 8 squadre vincitrici del quarto turno     |
| Semifinali (4 squadre)       | | - 4 squadre vincitrici dei quarti di finale |
| Finale (2 squadre)           | | - 2 squadre vincitrici delle semifinali     |

## Primo turno
| Squadra 1        | Risultato | Squadra 2        |
| ---------------- | --------- | ---------------- |
| 17 agosto 1971   |           |                  |
| Bournemouth      | 2 - 1     | Portsmouth       |
| Charlton         | 5 - 1     | Peterborough Utd |
| Fulham           | 4 - 0     | Cambridge Utd    |
| Grimsby Town     | 4 - 3     | Doncaster        |
| Leyton Orient    | 1 - 1     | Notts County     |
| Newport County   | 1 - 2     | Torquay Utd      |
| Oldham Athletic  | 1 - 0     | Bury             |
| Plymouth         | 1 - 0     | Bristol City     |
| Rotherham Utd    | 0 - 2     | Sheffield Weds   |
| Swansea City     | 0 - 1     | Brighton         |
| 18 agosto 1971   |           |                  |
| Aldershot        | 1 - 1     | Southend Utd     |
| Aston Villa      | 2 - 2     | Wrexham          |
| Barnsley         | 0 - 0     | Hartlepool Utd   |
| Barrow           | 0 - 2     | Preston N.E.     |
| Blackburn        | 2 - 0     | Workington       |
| Bradford City    | 1 - 1     | Bolton           |
| Chesterfield     | 0 - 0     | Mansfield Town   |
| Colchester Utd   | 3 - 1     | Brentford        |
| Crewe Alexandra  | 0 - 1     | Southport        |
| Darlington       | 0 - 1     | York City        |
| Exeter City      | 0 - 3     | Bristol Rovers   |
| Gillingham       | 4 - 0     | Reading          |
| Halifax Town     | 1 - 1     | Rochdale         |
| Port Vale        | 0 - 2     | Shrewsbury Town  |
| Scunthorpe Utd   | 0 - 1     | Lincoln City     |
| Stockport County | 1 - 0     | Walsall          |
| Tranmere         | 1 - 1     | Chester City     |
| Watford          | 2 - 0     | Northampton Town |

### Replay
| Squadra 1      | Risultato      | Squadra 2      |
| -------------- | -------------- | -------------- |
| 23 agosto 1971 |                |                |
| Barnsley       | 0 - 1 (d.t.s.) | Hartlepool Utd |
| Mansfield Town | 0 - 5          | Chesterfield   |
| Southend Utd   | 1 - 2 (d.t.s.) | Aldershot      |
| Wrexham        | 1 - 1 (d.t.s.) | Aston Villa    |
| 24 agosto 1971 |                |                |
| Rochdale       | 2 - 2 (d.t.s.) | Halifax Town   |
| 25 agosto 1971 |                |                |
| Bolton         | 2 - 1          | Bradford City  |
| Chester City   | 1 - 3          | Tranmere       |
| Notts County   | 3 - 1          | Leyton Orient  |

### Secondo Replay
| Squadra 1      | Risultato | Squadra 2 |
| -------------- | --------- | --------- |
| 31 agosto 1971 |           |           |
| Aston Villa    | 4 - 3     | Wrexham   |
| Halifax Town   | 2 - 0     | Rochdale  |

## Secondo turno
| Squadra 1         | Risultato | Squadra 2       |
| ----------------- | --------- | --------------- |
| 7 settembre 1971  |           |                 |
| Bristol Rovers    | 3 - 1     | Sunderland      |
| Carlisle Utd      | 5 - 0     | Sheffield Weds  |
| Charlton          | 3 - 1     | Leicester City  |
| Coventry City     | 0 - 1     | Burnley         |
| Crystal Palace    | 2- 0      | Luton Town      |
| Grimsby Town      | 2 - 1     | Shrewsbury Town |
| Huddersfield Town | 0 - 2     | Bolton          |
| Ipswich Town      | 1 - 3     | Manchester Utd  |
| Liverpool         | 3 - 0     | Hull City       |
| Nottingham Forest | 5 - 1     | Aldershot       |
| QPR               | 2 - 0     | Birmingham City |
| Sheffield Utd     | 3 - 0     | Fulham          |
| Southampton       | 2 - 1     | Everton         |
| Stockport County  | 0 - 1     | Watford         |
| 8 settembre 1971  |           |                 |
| Arsenal           | 1 - 0     | Barnsley        |
| Blackburn         | 0 - 0     | Lincoln City    |
| Bournemouth       | 1 - 0     | Blackpool       |
| Chelsea           | 2 - 0     | Plymouth        |
| Chesterfield      | 2 - 3     | Aston Villa     |
| Colchester Utd    | 4 - 1     | Swindon Town    |
| Derby County      | 0 - 0     | Leeds Utd       |
| Manchester City   | 4 - 3     | Wolverhampton   |
| Newcastle Utd     | 2 - 1     | Halifax Town    |
| Norwich City      | 2 - 0     | Brighton        |
| Notts County      | 1 - 2     | Gillingham      |
| Oxford Utd        | 1 - 0     | Millwall        |
| Southport         | 1 - 2     | Stoke City      |
| Torquay Utd       | 2 - 1     | Oldham Athletic |
| Tranmere          | 0 - 1     | Preston N.E.    |
| West Bromwich     | 0 - 1     | Tottenham       |
| West Ham Utd      | 1 - 1     | Cardiff City    |
| York City         | 2 - 2     | Middlesbrough   |

### Replay
| Squadra 1         | Risultato | Squadra 2    |
| ----------------- | --------- | ------------ |
| 14 settembre 1971 |           |              |
| Middlesbrough     | 1 - 2     | York City    |
| 15 settembre 1971 |           |              |
| Lincoln City      | 2 - 1     | Blackburn    |
| 22 settembre 1971 |           |              |
| Cardiff City      | 1 - 2     | West Ham Utd |
| 27 settembre 1971 |           |              |
| Leeds Utd         | 2 - 0     | Derby County |

## Terzo turno
| Squadra 1         | Risultato | Squadra 2       |
| ----------------- | --------- | --------------- |
| 5 ottobre 1971    |           |                 |
| Blackpool         | 5 - 0     | Colchester Utd  |
| Bolton            | 3 - 0     | Manchester City |
| Bristol Rovers    | 2 - 1     | Charlton        |
| Crystal Palace    | 2 - 2     | Aston Villa     |
| Liverpool         | 1 - 0     | Southampton     |
| QPR               | 4 - 2     | Lincoln City    |
| Sheffield Utd     | 3 - 2     | York City       |
| 6 ottobre 1971    |           |                 |
| Arsenal           | 4 - 0     | Newcastle Utd   |
| Gillingham        | 1 - 1     | Grimsby Town    |
| Manchester Utd    | 1 - 1     | Burnley         |
| Norwich City      | 4 - 1     | Carlisle Utd    |
| Nottingham Forest | 1 - 1     | Chelsea         |
| Oxford Utd        | 1 - 1     | Stoke City      |
| Torquay Utd       | 1 - 4     | Tottenham       |
| Watford           | 1 - 1     | Preston N.E.    |
| West Ham Utd      | 0 - 0     | Leeds Utd       |

### Replay
| Squadra 1       | Risultato      | Squadra 2         |
| --------------- | -------------- | ----------------- |
| 11 ottobre 1971 |                |                   |
| Chelsea         | 2 - 1          | Nottingham Forest |
| Preston N.E.    | 2 - 1          | Watford           |
| 12 ottobre 1971 |                |                   |
| Grimsby Town    | 2 - 0          | Gillingham        |
| 13 ottobre 1971 |                |                   |
| Aston Villa     | 2 - 0          | Crystal Palace    |
| 18 ottobre 1971 |                |                   |
| Burnley         | 0 - 1          | Manchester Utd    |
| Stoke City      | 2 - 0          | Oxford Utd        |
| 20 ottobre 1971 |                |                   |
| Leeds Utd       | 0 - 1 (d.t.s.) | West Ham Utd      |

## Quarto turno
| Squadra 1       | Risultato | Squadra 2      |
| --------------- | --------- | -------------- |
| 26 ottobre 1971 |           |                |
| Arsenal         | 0 - 0     | Sheffield Utd  |
| Blackpool       | 4 - 1     | Aston Villa    |
| Grimsby Town    | 1 - 1     | Norwich City   |
| QPR             | 1 - 1     | Bristol Rovers |
| 27 ottobre 1971 |           |                |
| Chelsea         | 1 - 1     | Bolton         |
| Manchester Utd  | 1 - 1     | Bolton         |
| Tottenham       | 1 - 1     | Preston N.E.   |
| West Ham Utd    | 2 - 1     | Liverpool      |

### Replay
| Squadra 1       | Risultato      | Squadra 2      |
| --------------- | -------------- | -------------- |
| 2 novembre 1971 |                |                |
| Bristol Rovers  | 1 - 0          | QPR            |
| 3 novembre 1971 |                |                |
| Norwich City    | 3 - 1          | Grimsby Town   |
| 8 novembre 1971 |                |                |
| Bolton          | 0 - 6          | Chelsea        |
| Preston N.E.    | 1 - 2 (d.t.s.) | Tottenham      |
| Sheffield Utd   | 2 - 0          | Arsenal        |
| Stoke City      | 0 - 0 (d.t.s.) | Manchester Utd |

### Secondo Replay
| Squadra 1        | Risultato | Squadra 2      |
| ---------------- | --------- | -------------- |
| 15 novembre 1971 |           |                |
| Stoke City       | 2 - 1     | Manchester Utd |

## Quarti di finale
| Squadra 1        | Risultato | Squadra 2     |
| ---------------- | --------- | ------------- |
| 17 novembre 1971 |           |               |
| Norwich City     | 0 - 1     | Chelsea       |
| Tottenham        | 2 - 0     | Blackpool     |
| West Ham Utd     | 5 - 0     | Sheffield Utd |
| 23 novembre 1971 |           |               |
| Bristol Rovers   | 2 - 4     | Stoke City    |

## Semifinali
| Squadra 1  | Totale | Squadra 2    | Andata           | Ritorno          |
| ---------- | ------ | ------------ | ---------------- | ---------------- |
|            |        |              | 8 dicembre 1971  | 15 dicembre 1971 |
| Stoke City | 2 - 2  | West Ham Utd | 1 - 2            | 1 - 0 (d.t.s.)   |
|            |        |              | 22 dicembre 1971 | 5 gennaio 1972   |
| Chelsea    | 5 - 4  | Tottenham    | 3 - 2            | 2 - 2            |

### Replay
| Squadra 1      | Risultato      | Squadra 2    |
| -------------- | -------------- | ------------ |
| 5 gennaio 1972 |                |              |
| Stoke City     | 0 - 0 (d.t.s.) | West Ham Utd |

### Secondo Replay
| Squadra 1       | Risultato | Squadra 2    |
| --------------- | --------- | ------------ |
| 26 gennaio 1972 |           |              |
| Stoke City      | 3 - 2     | West Ham Utd |

## Finale
| Arbitro: | Norman Burtenshaw |

|                       |           |            |
| Conroy 5’ Eastham 67’ | Marcatori | 45’ Osgood |

| Stoke City | Chelsea |

| STOKE CITY      |    |                 |  |          |        |
|                 |    |                 |  |          |        |
| P               | 1  | Gordon Banks    |  |          |        |
| D               | 2  | Jackie Marsh    |  |          |        |
| D               | 3  | Mike Pejic      |  |          |        |
| C               | 4  | Mike Bernard    |  |          |        |
| D               | 5  | Denis Smith     |  |          |        |
| D               | 6  | Alan Bloor      |  |          |        |
| C               | 7  | Terry Conroy    |  |          |        |
| C               | 8  | Jimmy Greenhoff |  |          | Uscita |
| A               | 9  | John Ritchie    |  |          |        |
| A               | 10 | Peter Dobing    |  |          |        |
| C               | 11 | George Eastham  |  |          |        |
| A disposizione: |    |                 |  |          |        |
| C               | 12 | John Mahoney    |  | Ingresso |        |
| Manager:        |    |                 |  |          |        |
| Tony Waddington |    |                 |  |          |        |

| CHELSEA         |    |                |  |          |
|                 |    |                |  |          |
| P               | 1  | Peter Bonetti  |  |          |
| D               | 2  | Paddy Mulligan |  | Uscita   |
| D               | 3  | Ron Harris (C) |  |          |
| C               | 4  | John Hollins   |  |          |
| D               | 5  | John Dempsey   |  |          |
| D               | 6  | David Webb     |  |          |
| C               | 7  | Charlie Cooke  |  |          |
| A               | 8  | Chris Garland  |  |          |
| A               | 9  | Peter Osgood   |  |          |
| C               | 10 | Alan Hudson    |  |          |
| C               | 11 | Peter Houseman |  |          |
| A disposizione: |    |                |  |          |
| A               | 12 | Tommy Baldwin  |  | Ingresso |
| Manager:        |    |                |  |          |
| Dave Sexton     |    |                |  |          |